# El Aguilar
El Aguilar è un comune (municipio in spagnolo) dell'Argentina, appartenente alla provincia di Jujuy, nel dipartimento di Humahuaca.
In base al censimento del 2001, nel territorio comunale dimorano 3.655 abitanti, con una diminuzione dell'89,3% rispetto al censimento precedente (1991). Di questi abitanti, il 49,08% sono donne e il 50,91% uomini. Nel 2001 la sola città di El Aguilar, sede municipale, contava 3.155 abitanti ; il resto nelle frazioni e nei centri rurali.